# 鹿角千手螺
鹿角千手螺（学名：Chicoreus cornucervi），是新腹足目骨螺科千手螺属的一种。主要分布于印度尼西亚、台湾，常栖息在潮间带。